# Hosn Suleiman
Hosn Suleiman (en árabe: حصن سليمان) es un lugar arqueológico localizado en la ladera de la montaña Alnabi Alsaleh, en Siria.  Se cree que el templo fue construido en el siglo II a. C. en una elevación de 950 metros sobre el nivel del mar. También es conocido como "Templo Khikhi" (en árabe: معبد خيخي) y "Sisi" (en árabe: بيت سيسي) en alusión a la denominación con raíces semíticas derivada del nombre del dios Zeus; también es conocido como templo de Baal o Bel y todavía un pueblo cercano es llamado Betalous. Conocido entonces como Baetocaese, fue un sitio importante durante los períodos helenístico y romano, famoso por su mercado de esclavos.

## Historia
Antiguamente, el templo fue un refugio militar y religioso al mismo tiempo. Hosn Suleiman se distingue de otros templos de Siria, por sus grandes dimensiones y las inscripciones en griego antiguo y latín en la mayoría de sus paredes y puertas.
Ahora en uno de los lugares más deshabitados de la zona que se extiende por toda la línea costera de Siria, los visitantes pueden ver las enormes ruinas y las piedras del templo, con inscripciones en griego y latín. Su nombre actual dado por los árabes medievales, deriva del rey Salomón (en árabe, Suleiman). Desde finales del siglo XX es un lugar eminentemente turístico que viajeros y la propia población siria frecuentan, un lugar que presenta una arquitectura antigua.